# 마이클 바란테스
마이클 바란테스 로하스(스페인어: Michael Barrantes Rojas, 1983년 10월 4일 ~ )는 코스타리카의 축구 선수이다. 데포르티보 사프리사와 코스타리카 축구 국가대표팀에서 뛰고 있다.